# Poética
Puede definirse como la ciencia nomotética cuyo objeto de estudio son las artes y la literatura. Puede aceptarse su origen en la obra homónima de Aristóteles.
En un sentido más concreto, se entiende como poética el «arte de componer versos y obras en verso», así como el estudio que hace un autor  sobre su propia obra.

## Poéticas históricas

### Poética de Aristóteles
La Poética de Aristóteles fue escrita en el siglo IV a. C., entre la fundación de su escuela en Atenas, en el 335 a. C., y su partida definitiva de la ciudad, en el 323 a. C. un año antes de su muerte. Su tema principal es la reflexión estética a través de la caracterización y descripción de la tragedia. Originalmente la obra estaba compuesta de dos partes: un primer libro sobre la tragedia y la epopeya y un segundo sobre la comedia y la poesía yámbica que se perdió, aparentemente durante la Edad Media, y del que nada se conoce. Básicamente, la obra consta de un trabajo de definición y caracterización de la tragedia y otras artes imitativas. Junto a estas consideraciones aparecen otras, menos desarrolladas, acerca de la Historia y su comparación con la poesía (las artes en general), consideraciones lingüísticas y otras sobre la mímesis.

### Arte Poética de Horacio
La Epístola a los Pisones del poeta Horacio, más conocida como Ars poetica, ha venido a ser uno de los sostenes del clasicismo en la literatura. Ensalza los modelos griegos como maestros y proporciona consejos técnicos a los poetas noveles. Frente a Aristóteles, Horacio adopta otro tono, ya que, a diferencia del filósofo, él mismo es un artista de la palabra y puede aportar su propia experiencia como creador. El texto cuenta con treinta apartados delimitados por los vocativos utilizados para llamar la atención de sus destinatarios, los Pisones. Valiéndose del símil o comparación ("Así como los árboles mudan la hoja al morir el año...así también perecen con el tiempo las palabras antiguas..." VII), de la anécdota ("Un estatuario de cerca del Circo de Emilio..." IV), de la metáfora ("El atleta que anhela llegar primero a la meta... mucho tiempo se ejercitó de niño..."XXIX), y del argumento de autoridad ("Homero nos enseñó..." VIII) concreta su intención didáctica.

### El Arte Poética de Boileau
Boileau continuó la tradición establecida por Horacio, expresando que 

Por su propia naturaleza, la poesía es, en efecto, lo que mejor responde a la idea de lo bello en el arte y a la idea de la obra artística, pues la imaginación poética, al contrario que en las artes del dibujo y en la música, no queda limitada de varias maneras en sus creaciones por el carácter específico de los materiales de la representación (...) El objeto verdadero de la poesía es el imperio infinito del espíritu.

## Primer curso de Poética de Paul Valéry
En el año de 1937 en la «Lección inaugural del curso de Poética en el College de France», Paul Valéry planteó la poética como objeto de estudio en la creación.

...el hacer, el «poiein» del que me quiero ocupar, es aquel que se acaba en alguna obra y que llegaré pronto a limitar a ese género de obras que se ha dado en llamar obras del espíritu.

## En semiótica, música y filosofía
En el campo de la música, Ígor Stravinski, veía la poética como estudio y ordenación de la obra que va a realizarse. Para Algirdas Julius Greimas, en el estudio de la poesía la poética funciona como teoría general de las obras literarias.

### La tesis de Todorov
Tzvetan Todorov ve la poética como funda del discurso literario que apunta a una reflexión científica sobre la literatura, no desde el conjunto de hechos empíricos que determinan las obras literarias, sino en el discurso literario mismo. Aumentando lo críptico de su definición estructuralista, añade que la obra literaria es una estructura abstracta posible, en la cual existen constantes discursivas que pueden ser estudiadas por un estudio científico.
Como disciplina propia del discurso literario, la poética tiene un objeto propio, la literatura, en la cual se diferenciará formalmente con otro tipo de discursos, como la lingüística, la sociología, la estética. Esto se debe a que el lenguaje de la literatura se diferencia de los otros lenguajes porque está constituido por un código poético. No obstante se puede apoyar en las otras ciencias en la medida que el lenguaje forme parte del objeto. Tales como las disciplinas que traten del discurso.[cita requerida]
La poética, según Todorov, se definirá necesariamente en dos extremos, desde lo muy particular, y lo demasiado general. Esto implica que una generalización por medio del discurso, no debe ser inflexible, sino que debe atenerse a la descripción de lo específico y de lo singular, es decir que se debe teorizar más que recurrir a una metodología estricta.[cita requerida]

## En el Renacimiento y Siglo de Oro español
Las poéticas españolas más antiguas que se conocen datan de época de los trovadores y se limitan más bien a ser tratados de métrica que estudios de Estética.[cita requerida] Se conserva un Arte de trovar de Enrique de Villena y también la Gaya de Segovia o Silva copiosísima de consonantes para alivio de trovadores. Más importancia tiene la Carta proemio al Condestable don Pedro de Portugal de don Íñigo López de Mendoza, marqués de Santillana, que antecedía a su Cancionero, donde se vuelve al concepto de mímesis o imitación aristotélico, transmitido por Horacio como ut pictura poesis (como la pintura es la poesía), definiéndola así: "¿Qué cosa es poesía (que en nuestra vulgar 'gaya sçiençia' llamamos) sinon un fingimiento de cosas útiles, cubiertas o veladas con muy fermosa cobertura, compuestas, distinguidas e scandidas por cierto cuento, peso e medida?", discusión ésta que será enriquecida en pleno siglo XX por un gran número de académicos y artistas baste recordar la frase de Paul Claudel "el ojo escucha". En el Arte de Trovar de Juan del Encina se empieza también a advertir el influjo italiano y alguna reminiscencia clásica, si bien todavía perduran restos de teorías provenzales.
En el Renacimiento Garcilaso de la Vega afirma que la expresión ha de ser transparente y selecta: "Más a las veces son mejor oídos / el puro ingenio y lengua casi muda / testigos limpios de ánimo inocente / que la curiosidad del elocuente". Preceptistas aristotélicos españoles fueron Alonso López y González de Salas. El humanista valenciano Juan Luis Vives escribió una Retórica que incluye un tratado de poética, donde afirma que el arte debe ser pintura de la verdad, y no admite que el tema de las composiciones poéticas atente contra la moral. Fundamentalmente son tratados de versificación las poéticas compuestas por Miguel Sánchez de Lima, Juan Díaz Rengifo, Jerónimo Mondragón y Luis Alfonso de Carvallo, si bien este último defendía el nuevo concepto teatral de Lope de Vega. Muy influyentes en España fueron los tratadistas aristotélicos italianos del Renacimiento, Ludovico Castelvetro y Francesco Robortello, aparte de Minturno y Escalígero. Un lugar aparte lo ocupa, esta vez como preceptistas, Félix Lope de Vega Carpio con su Arte nuevo de hacer comedias en este tiempo (1609), que ofrecía una fórmula dramática nueva y barroca opuesta a la aristotélica. Y ya fuera del siglo de oro, también habría que citar La Poética o reglas de la poesía en general y de sus principales especies de Ignacio de Luzán.[cita requerida]

## Poética en países de habla alemana
La poética italiana y francesa del Renacimiento, junto con la poética holandesa mediadora de Daniel Heinsius De tragoediae constitutione y Gerhard Johannes Vossius De Artis Poeticae Natura, Ac Constitutione Liber, Poeticarum Institutionum Libri Tres y De Imitatione cum Oratoria, tum praecipue Poetica formaron el punto de partida de la poética alemana, que permaneció clasicista hasta la Ilustración con Johann Christoph Gottsched como último poeta normativo de reglas.
La base de la poética barroca alemana es la obra de 1624 de Opitz Buch von der Deutschen Poeterey, que, contrariamente a su importancia repetidamente subrayada, en realidad es sólo una traducción extractada del libro de texto latino de Julius Caesar Scaliger Poetices libri septem. Entre otras docenas de poéticos, sólo destacan unos pocos:
- Sigmund von Birken Arte alemán de la retórica, la encuadernación y la poesía.
- August Buchner Guía para la poesía alemana.
- Georg Philipp Harsdörffer Embudo poético.
- Johann Klaj Elogio de la poesía alemana.
- Daniel Georg Morhof Lecciones sobre la lengua y poesía alemanas.
- Magnus Daniel Omeis Guía exhaustiva para el arte alemán preciso de la rima y la poesía.
- Martin Opitz Libro de la poesía alemana
- Johann Ludwig Prasch Extensa muestra de la excelencia y mejora de la poesía alemana
- Albrecht Christian Rotth Poesía alemana completa
- Gottfried Wilhelm Sacer Memorias útiles sobre la poesía alemana
- Johann Peter Titz Dos libros sobre el arte de crear versos y canciones en alto alemán.
- Andreas Tscherning Preocupación imprevista por una serie de abusos en la escritura y el idioma alemanes
- Christian Weise Pensamientos curiosos de versos alemanes.
- Philipp von Zesen Helicón del alto alemán

## Poética en italiano
El estudio intensivo de la poesía y la retórica antiguas lleva al redescubrimiento de la poética de Aristóteles y Horacio; siguen numerosas traducciones de sus obras:
- Julio César Scaliger: Poetices libri septem
- Antonio Sebastiano Minturno: De poeta, L'arte poetica

Reinterpretación de la poética aristotélica y horaciana en favor del sistema normativo de reglas retóricas: el poeta es visto como un poeta doctus o poeta eruditus, que como poeta culto y educado dispone de las reglas de la poética y la retórica, es decir, no crea ni por inspiración divina (poeta vates) ni por la fuerza de su propia subjetividad (genio original), para un público culto. La mimesis aristotélica se entiende como imitatio (imitación), en la que la teoría aristotélica de la probabilidad (la poesía es ficción basada en las leyes de la probabilidad y la posibilidad - ¡no basada en la realidad! ) es fundamentalmente malinterpretada; en el curso de esta mala interpretación, tiene lugar una avalancha de imitaciones de autores clásicos ejemplares (Virgilio para la épica, Séneca para el drama) (imitatio veterum).  La finalidad de la poesía es la trinidad de docere et probare (instruir y argumentar mediante el stilus humilis), delectare (entretener mediante el stilus mediocris) y flectere et movere (conmover y emocionar mediante el stilus gravis/sublime). El concepto de catharsis se reinterpreta en términos de un programa de educación moral: la tragedia pretende presentar vicios que generen miedo y piedad (originalmente en Aristóteles éleos y phóbos, miseria y estremecimiento) en el público, lo que a su vez debería conducir a la purificación moral. La doctrina de los tres géneros dicendi se solidifica en la cláusula de estatura y se vincula a la ley de altura de la caída (cuanto más alto es el rango social del héroe trágico, peor y más profunda es su caída percibida por el público) en la doctrina de las tres unidades derivada del dogma de la probabilidad en la teoría de la tragedia eiségesis de Aristóteles.
- Giambattista Marino
- Emanuele Tesauro Il cannocchiale Aristotelico

La poética del Manierismo literario se considera a sí misma como un movimiento contrario al Clasicismo [Renacimiento]] poético. Abogaba por una liberación de las reglas clasicistas y del dogma de la probabilidad en favor de la imaginación poética. El uso abundante de tropos, metáforas y concetti (giros sutiles) con el fin de realzar, distorsionar y, en última instancia, disolver la realidad en lo extraño, lo grotesco, lo fantástico y lo onírico en una forma de hablar inauténtica pero imaginativa e intelectual.
La controversia entre poéticas clasicistas y manieristas dividió la poesía y la teoría poética italianas en un clasicismo tradicional (atticista) y un tipo progresista y experimental (asianista); la misma controversia puede encontrarse también en la llamada Querelle des Anciens et des Modernes en Francia.

## Poéticas
A veces de forma expresa y más a menudo como conjunto de reflexiones que salpican un o varias obras literarias de un autor concreto, pueden mencionarse como ejemplos de esos modelos contenedores de poéticas:
- Sobre lo sublime de Longino (siglo I)
- ‘’Tratados de crítica literaria’’ Dionisio de Halicarnaso (siglo I a. C.)
- Poetices libre septem de Julio César Escalígero (1561)
- Arte Poéticade Minturno (1563)
- Discurso del Arte de Tasso (1587)
- Arte nuevo de hacer comedias de Lope de Vega (1609)
- Ensayo de un arte poética crítica de J. C. Gottsched (1730)
- Laokoon, de Gotthold Ephraim Lessing (1776)
- Lecciones sobre la estética de Hegel (ca. 1810);[18]
- Gustavo Adolfo Bécquer en sus Cartas literarias a una mujer (1861);[19]
- Arthur Rimbaud: Carta al vidente y Alquimia del verbo
- Charles Baudelaire: Bendición
- Jorge Luis Borges: Ars poética;
- José Lezama Lima: Introducción a la EsferaImagen
- Octavio Paz: El arco y la lira